# D.J. LeMahieu
David John LeMahieu, detto D.J. (Visalia, 13 luglio 1988), è un giocatore di baseball statunitense, seconda base per i New York Yankees della Major League Baseball (MLB).

## Biografia
LeMahieu nacque a Visalia nella contea californiana di Tulare. Successivamente assieme alla famiglia si trasferì in Michigan, e lì frequentò la Brother Rice High School di Bloomfield Township. Venne selezionato originariamente dai Detroit Tigers nel 41º turno del draft MLB 2007, ma rifiutò l'offerta e si iscrisse alla Louisiana State University di Baton Rouge, capitale della Louisiana.

## Carriera

### Minor League Baseball (MiLB)
LeMahieu entrò nel baseball professionistico quando i Chicago Cubs lo scelsero nel secondo giro del draft MLB 2009. Concluse la stagione 2009 segnando 58 presenze nella classe A e 3 nella classe Rookie. Passò l'intera stagione 2010 nella classe A-avanzata. Iniziò la stagione 2012 nella Doppia-A.

### Major League Baseball (MLB)

#### Chicago Cubs
D.J. LeMahieu debuttò nella Major League il 30 maggio 2011 al Wrigley Field di Chicago, entrando come sostituto battitore al posto del lanciatore John Grabow nella sconfitta contro gli Houston Astros. A giugno tornò nelle minor prima di fare ritorno ai Cubs in settembre.

#### Colorado Rockies

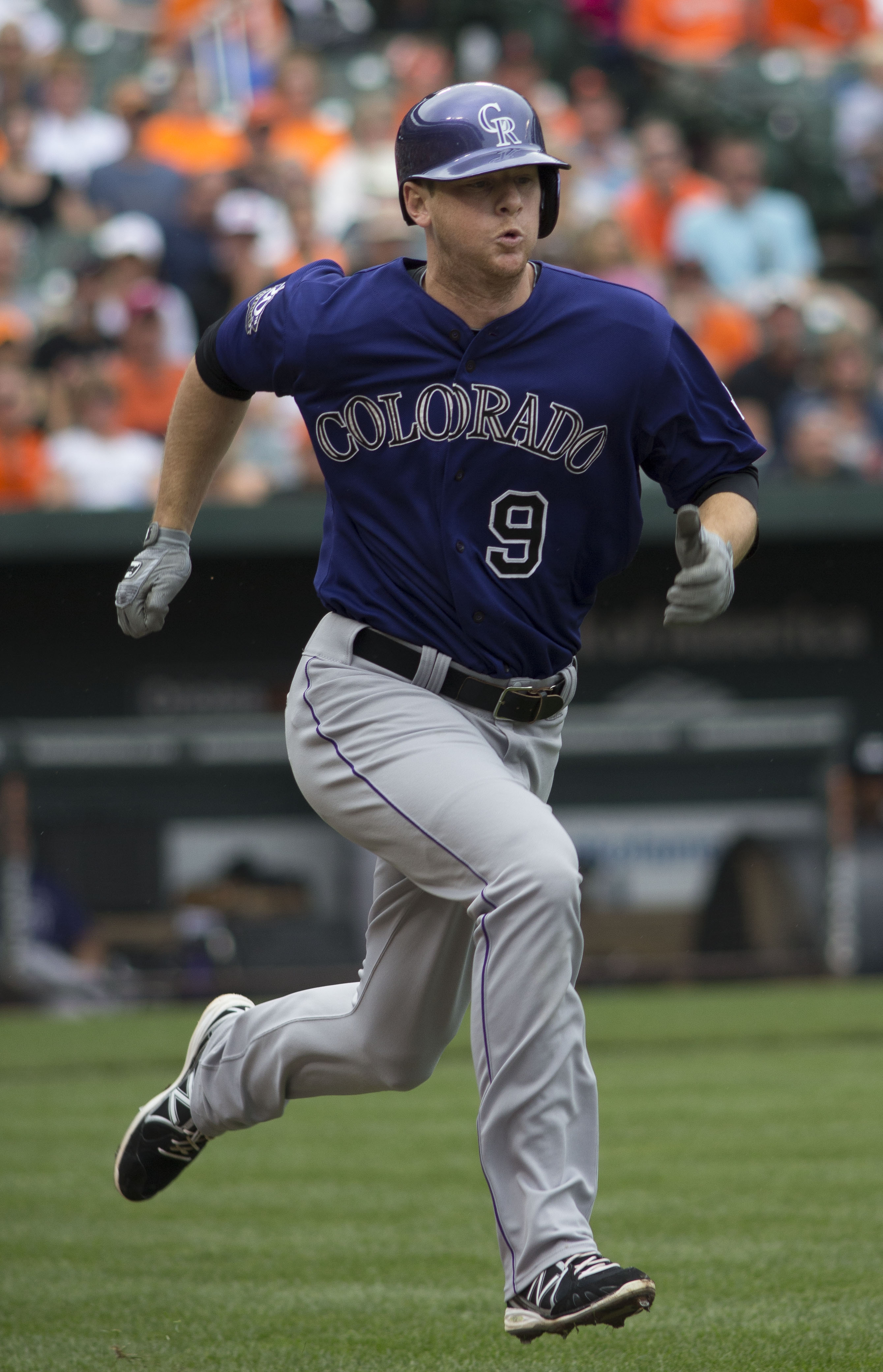
LeMahieu con i Rockies nel 2013

L'8 dicembre 2011, i Cubs scambiarono LeMahieu e Tyler Colvin con i Colorado Rockies per Casey Weathers e Ian Stewart. Il 23 maggio 2012 fu promosso nelle major league per sostituire l'infortunato Jonathan Herrera. Il 14 agosto 2012 fece registrare un nuovo primato personale con 4 valide nella vittoria dei Rockies per 9-6 Rockies sui Milwaukee Brewers. Nella prima gara contro la sua ex squadra, i Chicago Cubs, LeMahieu fece registrare 3 valide in 4 turni in battuta.
Nel 2014, LeMahieu guidò la MLB con 99 doppi giochi, venendo premiato col suo primo Guanto d'oro. L'anno successivo fu convocato per il suo primo All-Star Game. Nel 2016, LeMahieu guidò la MLB in media battuta, dopo avere battuto con .439 in agosto e .363 a settembre, finendo con un complessivo .348.
Il 2 luglio 2017, LeMahieu fu convocato per il secondo All-Star Game della carriera. A fine anno vinse il suo secondo Guanto d'oro per le sue prestazioni a livello difensivo.

#### New York Yankees
Il 14 gennaio 2019, LeMahieu firmò un contratto biennale del valore complessivo di 24 milioni di dollari con i New York Yankees.

## Palmarès
- MLB All-Star: 3

2015, 2017, 2019
- Guanto d'oro: 3

2014, 2017, 2018
- Silver Slugger Award: 2

2019, 2020
- Defensive Player of the Year: 3

2013, 2017, 2018
- Fielding Bible Award: 1

2017
- Capoclassifica in media battuta: 2

NL: 2016
AL: 2020
- Giocatore del mese: 1

AL: giugno 2019
- Giocatore della settimana: 2

AL: 30 giugno 2019, 20 settembre 2020